# Papaipema verona
Papaipema verona là một loài bướm đêm trong họ Noctuidae.